# Krappan
Krappan är en sjö i Vilhelmina kommun i Lappland och ingår i Ångermanälvens huvudavrinningsområde. Sjön har en area på 0,107 kvadratkilometer och ligger 850,1 meter över havet. Krappan ligger i Marsfjället Natura 2000-område.

## Delavrinningsområde
Krappan ingår i det delavrinningsområde (723330-148087) som SMHI kallar för Utloppet av Krappan. Medelhöjden är 952 meter över havet och ytan är 1,73 kvadratkilometer. Det finns inga avrinningsområden uppströms utan avrinningsområdet är högsta punkten. Vattendraget som avvattnar avrinningsområdet har biflödesordning 4, vilket innebär att vattnet flödar genom totalt 4 vattendrag innan det når havet efter 425 kilometer. Avrinningsområdet består mestadels av kalfjäll (94 procent). Avrinningsområdet har 0,11 kvadratkilometer vattenytor vilket ger det en sjöprocent på 6,2 procent.